# عبد الشكور شعلان
الدكتور عبد الشكور شعلان (1927 - 5 يونيو 2021)، اقتصادي مصري.

## حياته
من مواليد 1927 في قرية المشاعلة إحدى قرى محافظة الشرقية في مصر.
حصل على الدكتوراه من جامعة كولومبيا، وعمل في صندوق النقد الدولي منذ عام 1979.
عمِل نائبًا لرئيس البنك الدولي وممثل الدول العربية في البنك الدولي والمدير التنفيذي لمنطقة الشرق الأوسط وشمال أفريقيا.

## وفاته
توفي شعلان في 5 يونيو 2021.